# Van Waesberghe (familie)

Van Waesberghe: In zilver, bezaaid met blokjes van sabel, een leeuw van hetzelfde; gekroond, geklauwd en getongd van goud.

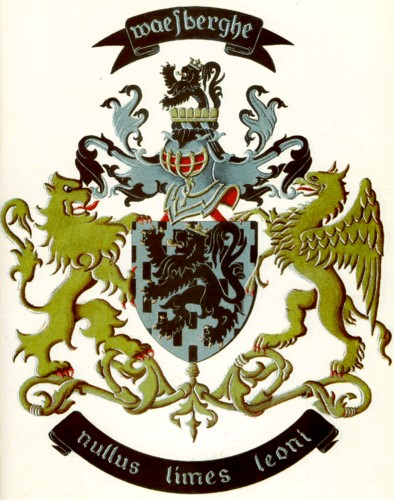
Wapenspreuk: Nullus limes leoni. Schild houders: een griffioen en een leeuw.

De familie Van Waesberghe is een familie die zich onderscheidde in de magistratuur van Geraardsbergen.

## Wapenschild
Zilver, bezaaid met blokjes van sabel, een leeuw van hetzelfde; gekroond, geklauwd en getongd van goud.

## Familieleden
- Jan van Waesberghe
- Jan II van Waesberghe